# Synaphobranchidae
I Synaphobranchidae sono una famiglia di pesci ossei appartenenti all'ordine Anguilliformes.

## Distribuzione e habitat
Questa famiglia è cosmopolita. Nel mar Mediterraneo è presente la specie Dysomma brevirostre.
Molte specie sono abissali.

## Descrizione
Questa famiglia è molto affine ai Nettastomatidae, a cui in passato è stata riunita ma se ne distingue soprattutto per il muso più breve. Le aperture branchiali sono poste molto in basso sul corpo. Le pinne pettorali possono essere assenti o presenti a seconda delle specie.

## Biologia
Quasi ignota. Le larve sono leptocefali ed hanno occhi telescopici.

## Specie

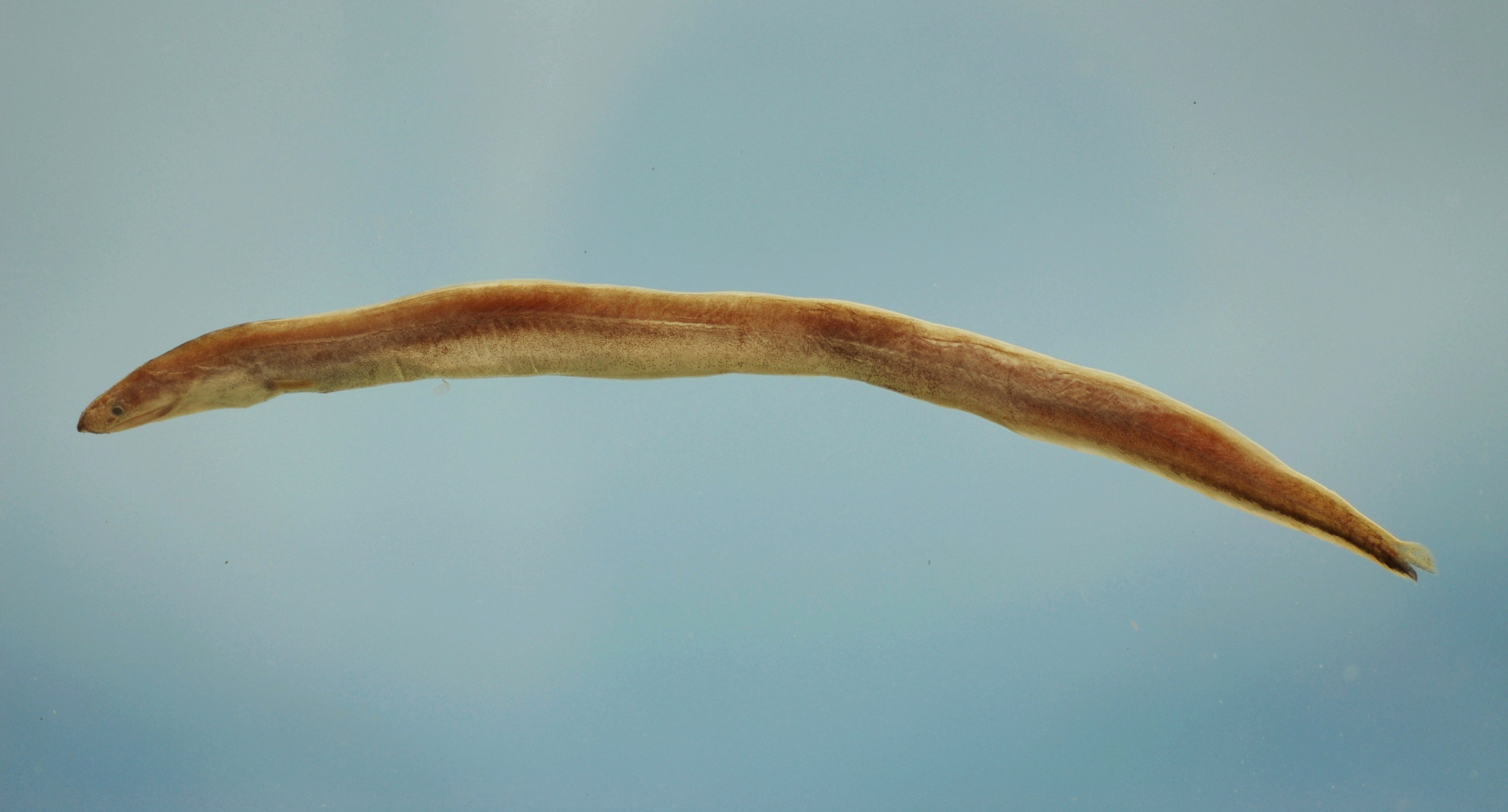
Dysomma anguillare

- Atractodenchelys phrix
- Atractodenchelys robinsorum
- Diastobranchus capensis
- Dysomma anguillare
- Dysomma brevirostre
- Dysomma bucephalus
- Dysomma dolichosomatum
- Dysomma fuscoventralis
- Dysomma goslinei
- Dysomma longirostrum
- Dysomma melanurum
- Dysomma muciparus
- Dysomma opisthoproctus
- Dysomma polycatodon
- Dysomma tridens
- Dysommina proboscideus
- Dysommina rugosa
- Haptenchelys texis
- Histiobranchus australis
- Histiobranchus bathybius
- Histiobranchus bruuni
- Ilyophis arx
- Ilyophis blachei
- Ilyophis brunneus
- Ilyophis nigeli
- Ilyophis robinsae
- Ilyophis saldanhai
- Linkenchelys multipora
- Meadia abyssalis
- Meadia roseni
- Simenchelys parasitica
- Synaphobranchus affinis
- Synaphobranchus brevidorsalis
- Synaphobranchus calvus
- Synaphobranchus dolichorhynchus
- Synaphobranchus kaupii
- Synaphobranchus oregoni
- Thermobiotes mytilogeiton